# Hartselle
Hartselle és una població dels Estats Units a l'estat d'Alabama. Segons el cens del 2000 tenia 12.019 habitants.

## Demografia
Segons el cens del 2000, Hartselle tenia 12.019 habitants, 4.816 habitatges, i 3.534 famílies. La densitat de població era de 312,3 habitants/km².
Dels 4.816 habitatges en un 35,4% hi vivien nens de menys de 18 anys, en un 59,1% hi vivien parelles casades, en un 10,9% dones solteres, i en un 26,6% no eren unitats familiars. En el 24,4% dels habitatges hi vivien persones soles l'11,2% de les quals corresponia a persones de 65 anys o més que vivien soles. El nombre mitjà de persones vivint en cada habitatge era de 2,49 i el nombre mitjà de persones que vivien en cada família era de 2,97.
Per edats la població es repartia de la següent manera: un 25,5% tenia menys de 18 anys, un 7,7% entre 18 i 24, un 29,3% entre 25 i 44, un 23,5% de 45 a 60 i un 14% 65 anys o més.
L'edat mediana era de 37 anys. Per cada 100 dones hi havia 92,3 homes. Per cada 100 dones de 18 o més anys hi havia 88,8 homes.
La renda mediana per habitatge era de 40.461 $ i la renda mediana per família de 47.685 $. Els homes tenien una renda mediana de 40.211 $ mentre que les dones 24.124 $. La renda per capita de la població era de 20.727 $. Aproximadament el 6,6% de les famílies i el 8,6% de la població estaven per davall del llindar de pobresa.

## Poblacions properes
El següent diagrama mostra les poblacions més properes.